# Gröntjärnen (Floda socken, Dalarna)
Gröntjärnen är en sjö i Gagnefs kommun i Dalarna och ingår i Dalälvens huvudavrinningsområde. Sjön har en area på 0,0796 kvadratkilometer och ligger 218,1 meter över havet. I sjön finns gädda, abborre och "vitfisk".

## Delavrinningsområde
Gröntjärnen ingår i det delavrinningsområde (670723-144081) som SMHI kallar för Mynnar i Västerdalälvens vattendragsyta. Medelhöjden är 232 meter över havet och ytan är 10,89 kvadratkilometer. Det finns inga avrinningsområden uppströms utan avrinningsområdet är högsta punkten. Vattendraget som avvattnar avrinningsområdet har biflödesordning 3, vilket innebär att vattnet flödar genom totalt 3 vattendrag innan det når havet efter 270 kilometer. Avrinningsområdet består mestadels av skog (62 procent) och sankmarker (24 procent). Avrinningsområdet har 0,31 kvadratkilometer vattenytor vilket ger det en sjöprocent på 2,9 procent. Bebyggelsen i området täcker en yta av 0,23 kvadratkilometer eller 2 procent av avrinningsområdet.